# Corydalis microsperma
Corydalis microsperma är en vallmoväxtart som beskrevs av Lidén. Corydalis microsperma ingår i släktet nunneörter, och familjen vallmoväxter. Inga underarter finns listade i Catalogue of Life.